# G20 del 2012
Il G20 del 2012 è stato il settimo meeting del Gruppo dei Venti (G20). Si è tenuto il 18 e 19 giugno 2012 nel Centro Convegni di Los Cabos, in Messico. È stato il primo vertice del G20 ospitato dal Messico. La riunione è stata guidata dal Presidente messicano Felipe Calderón.

## Agenda

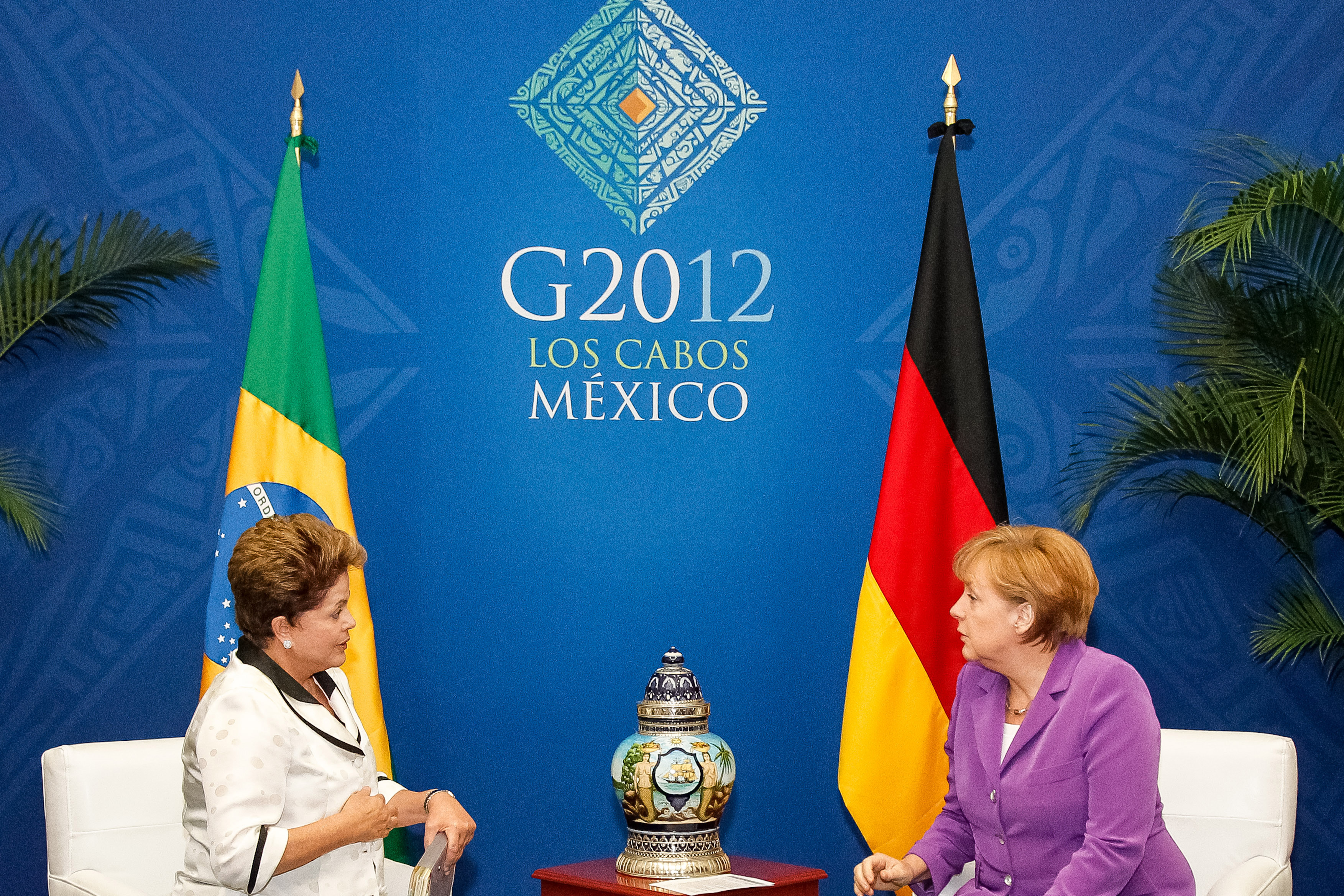
Dilma Rousseff e Angela Merkel

Il vertice fu incentrato sulla crisi del debito sovrano europeo sulla quale la maggior parte dei leader riuniti convenne che se non risolta rapidamente avrebbe potuto portare ad una nuova "Grande Recessione" mondiale come quella del 2008-2009 e che per superarla le politiche di austerità imposte avrebbero dovuto essere accompagnate da stimoli alla crescita economica. Per questo tutte le pressioni, a partire da quelle del presidente statunitense Barack Obama furono dirette alla cancelliera tedesca Angela Merkel, principale responsabile delle politiche di austerità nella zona euro.
Il vertice fu anche l'occasione per un duro confronto tra il Premier britannico David Cameron e la Presidente argentina Cristina Fernández de Kirchner sulla sovranità delle Isole Falkland.

## Partecipanti

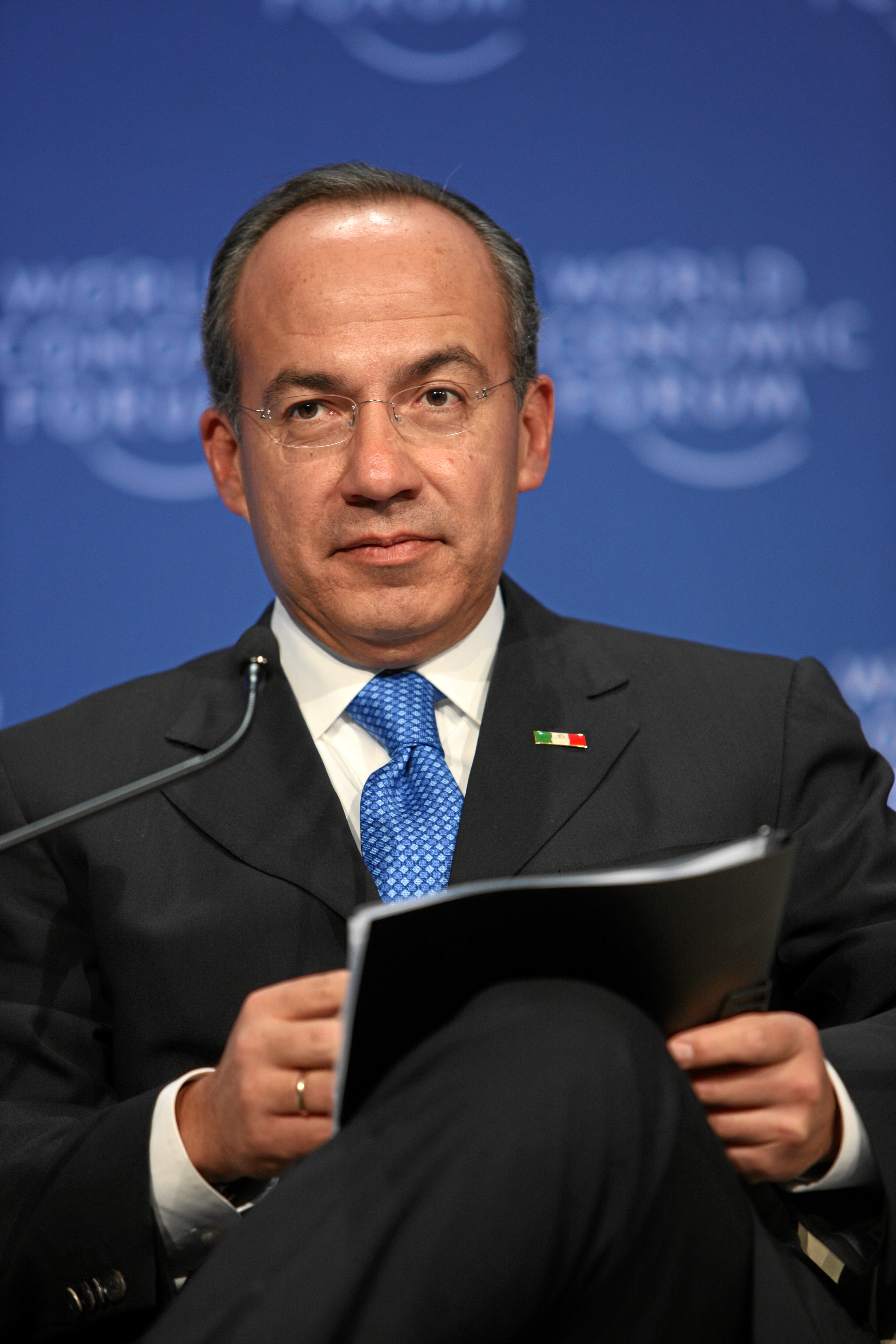
MEX Felipe Calderón, Presidente
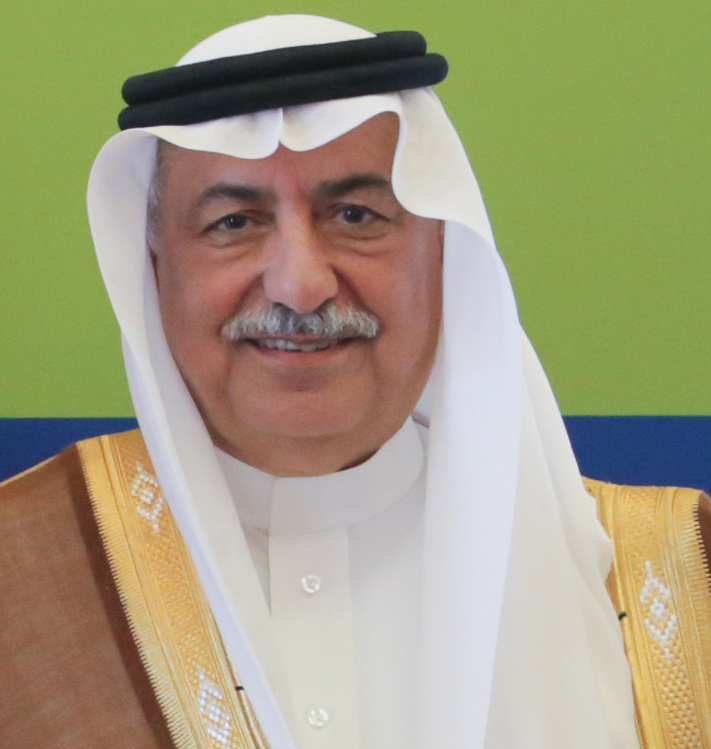
SAU Ibrahim Abdulaziz Al-Assaf, Ministro delle finanze
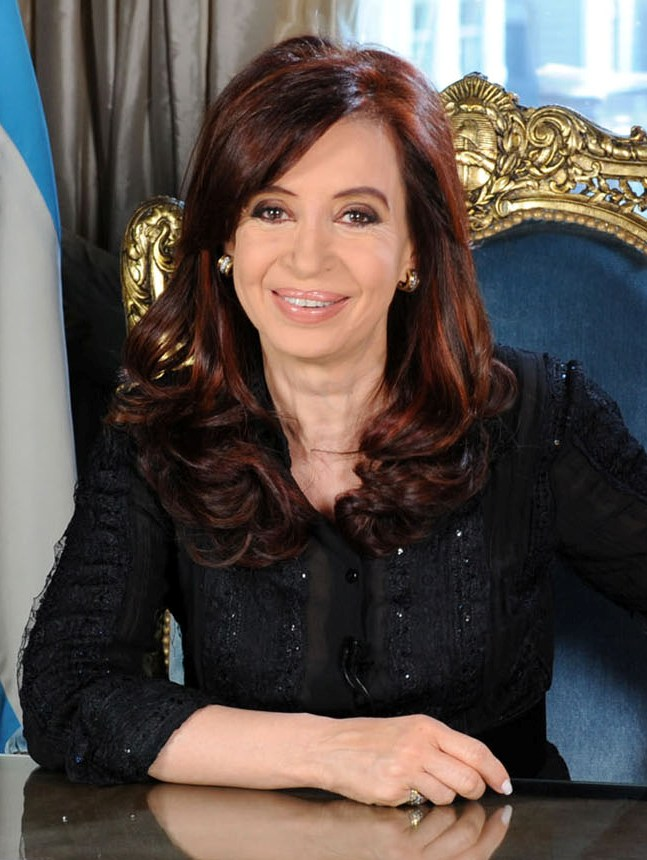
ARG Cristina Fernández de Kirchner, Presidente
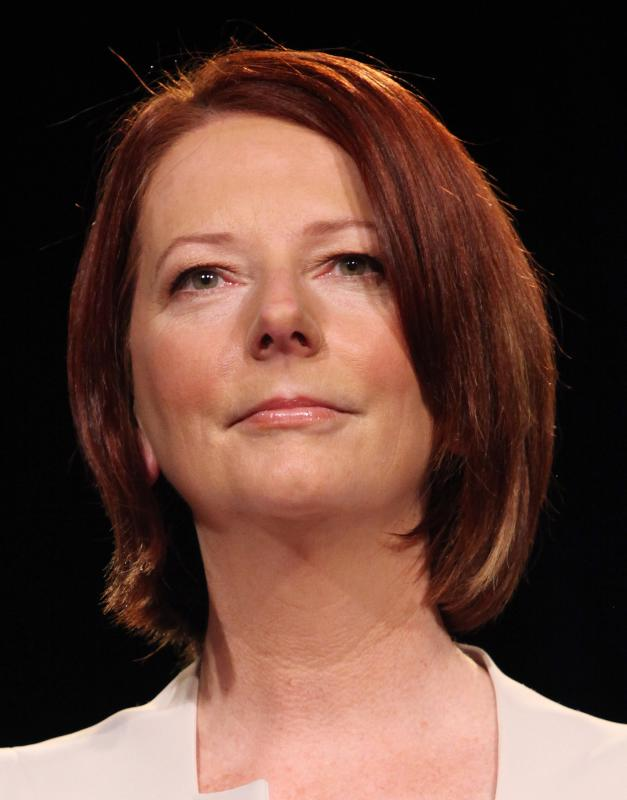
AUS Julia Gillard, Primo ministro
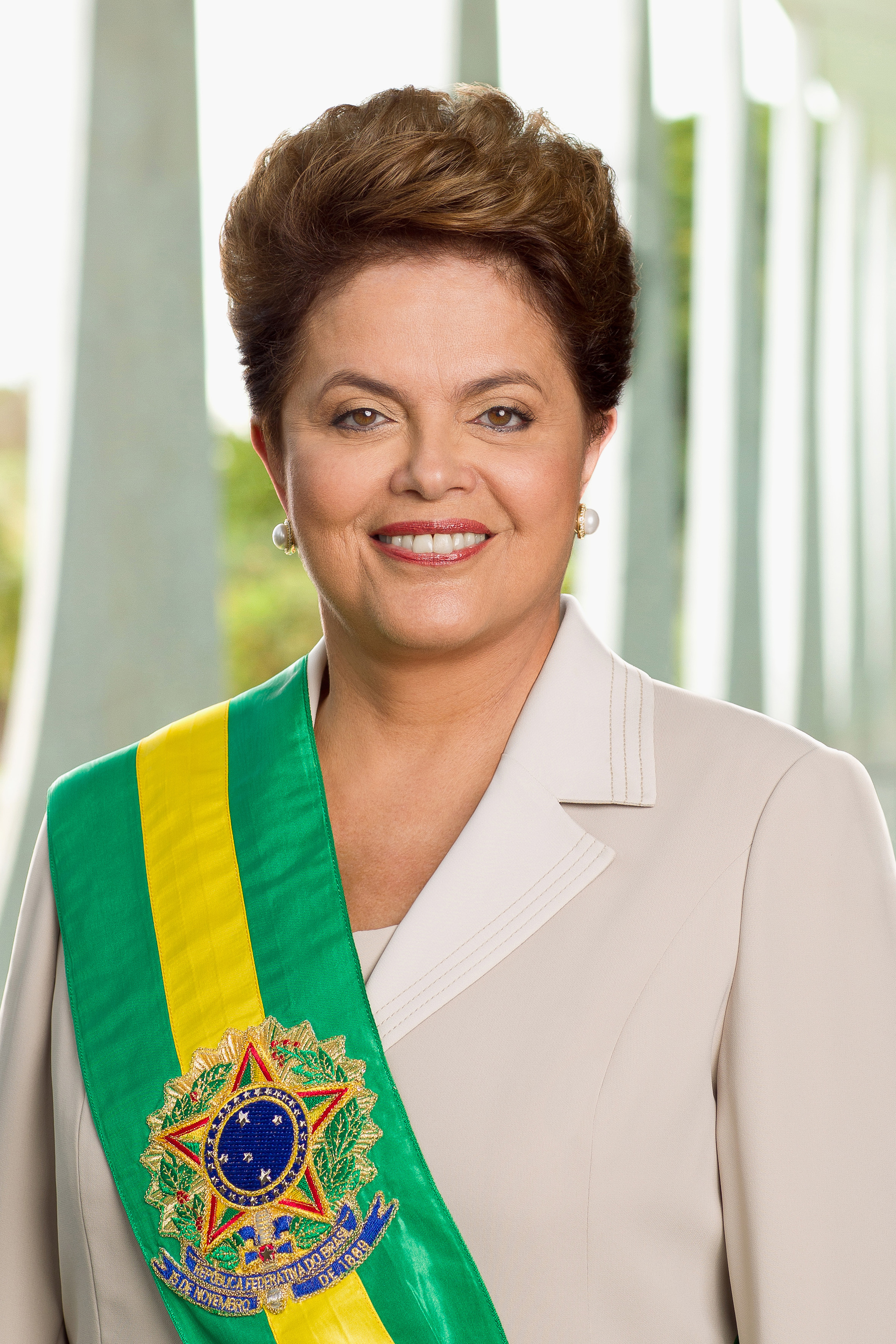
BRA Dilma Rousseff, Presidente
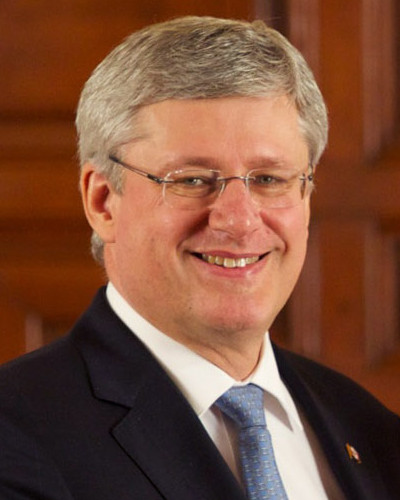
CAN Stephen Harper, Primo ministro
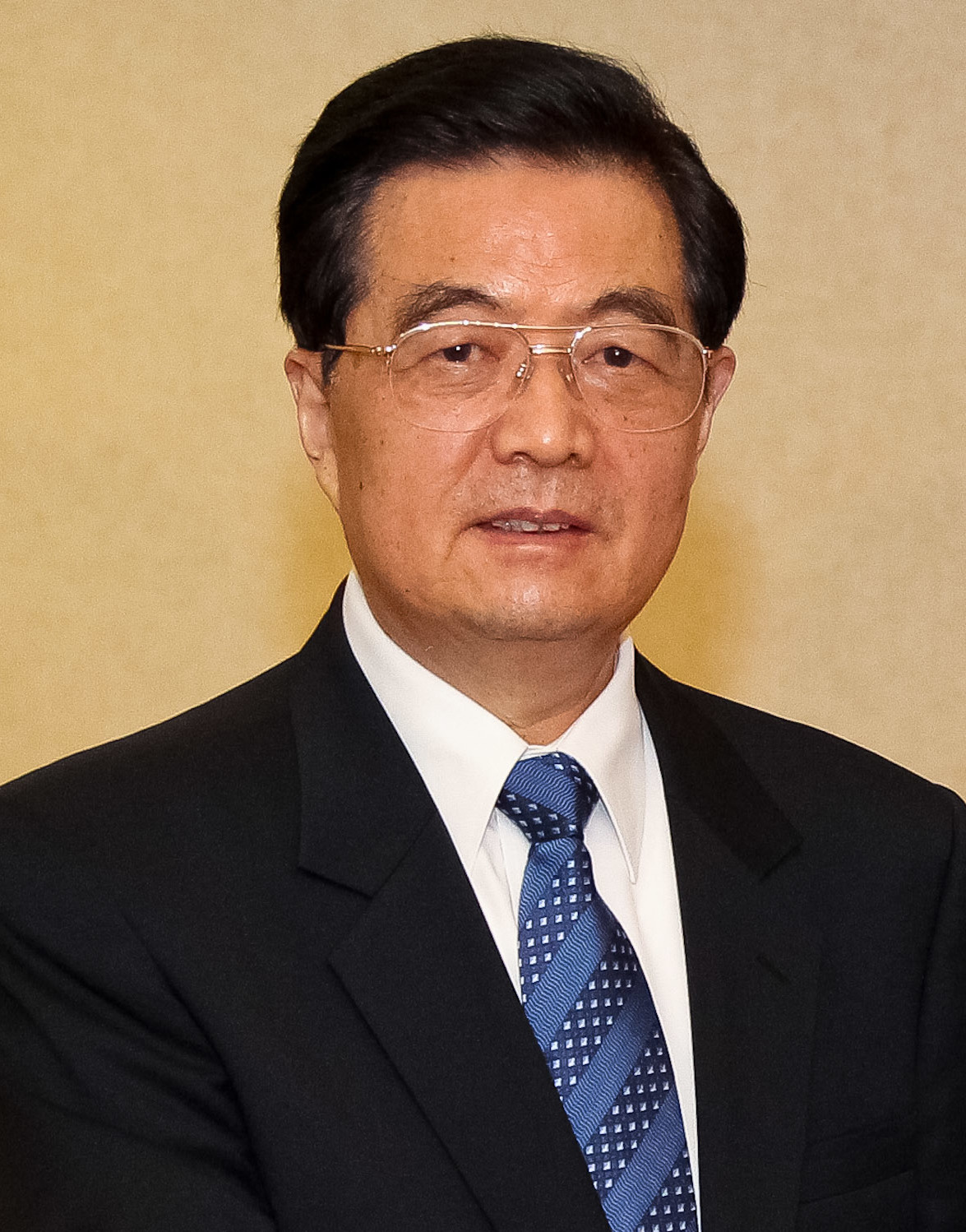
CHN Hu Jintao, Presidente
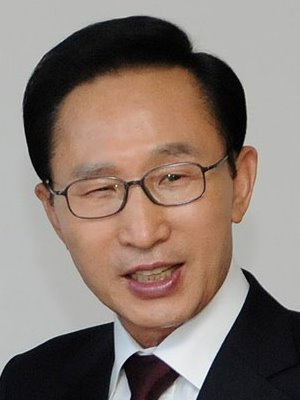
KOR Lee Myung-bak, Presidente
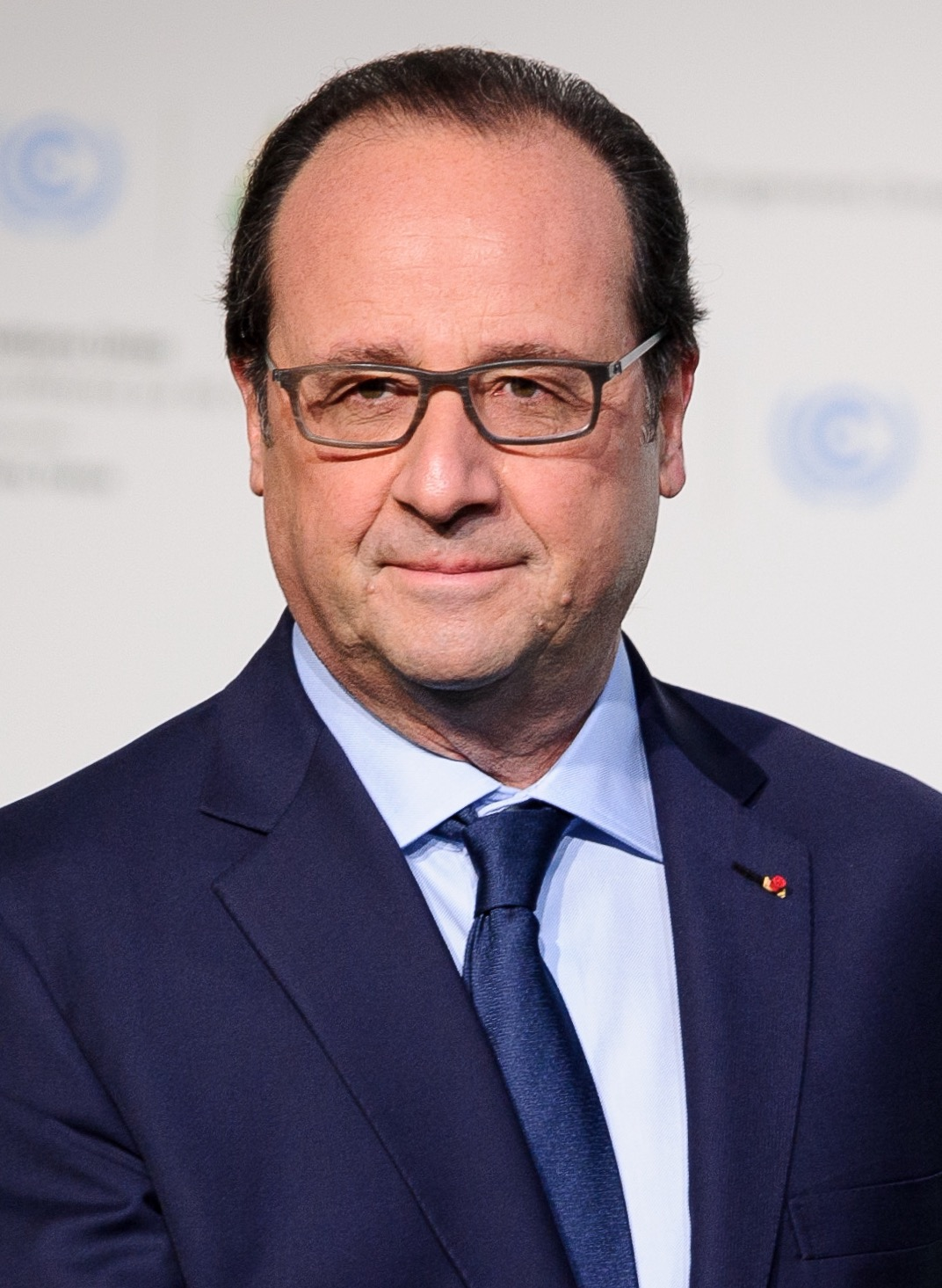
FRA François Hollande, Presidente
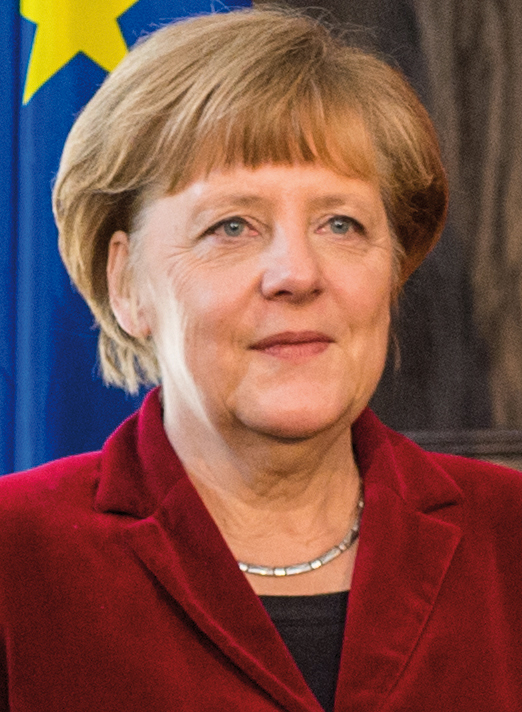
DEU Angela Merkel, Cancelliera
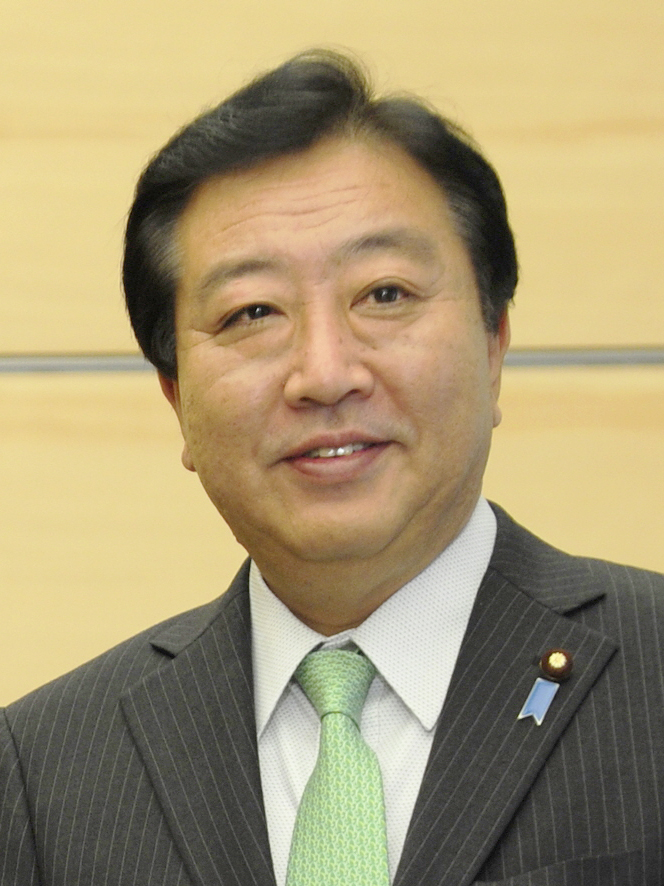
JPN Yoshihiko Noda, Primo ministro
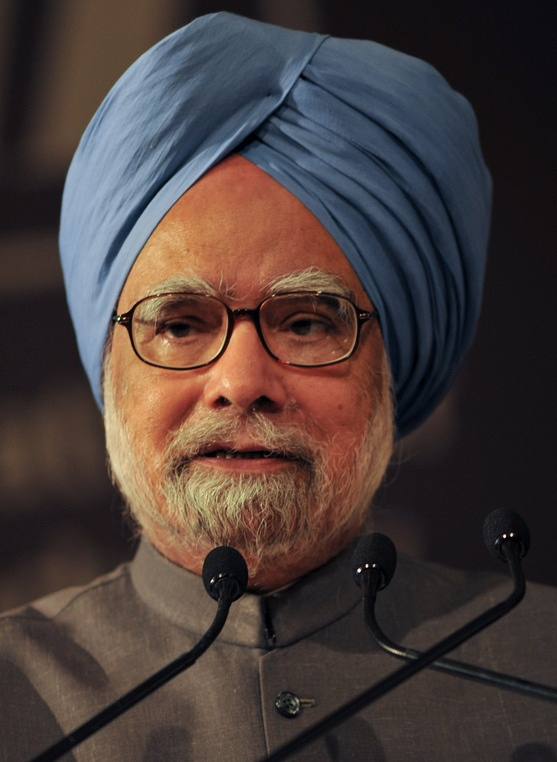
IND Manmohan Singh, Primo ministro
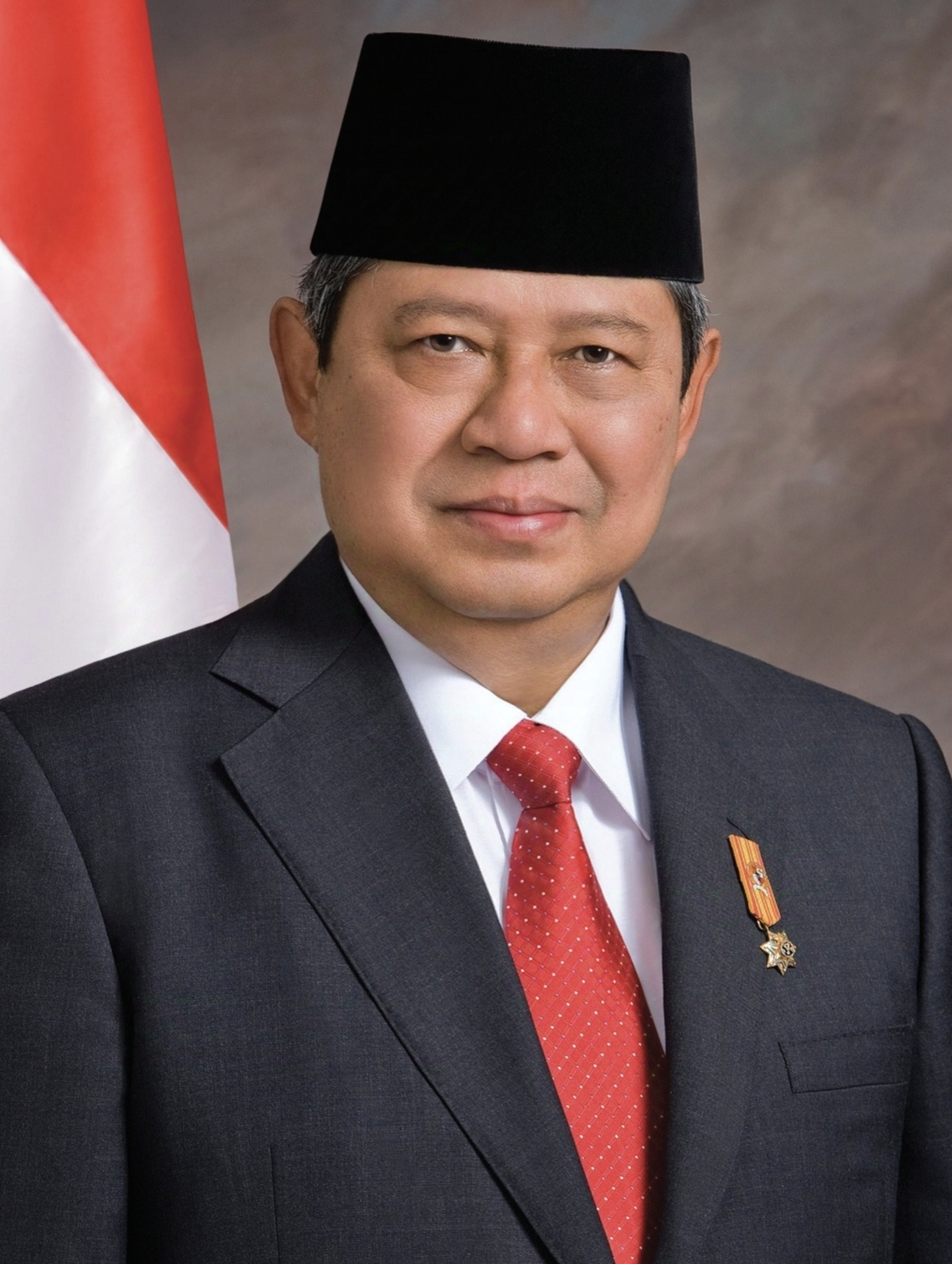
IDN Susilo Bambang Yudhoyono, Presidente
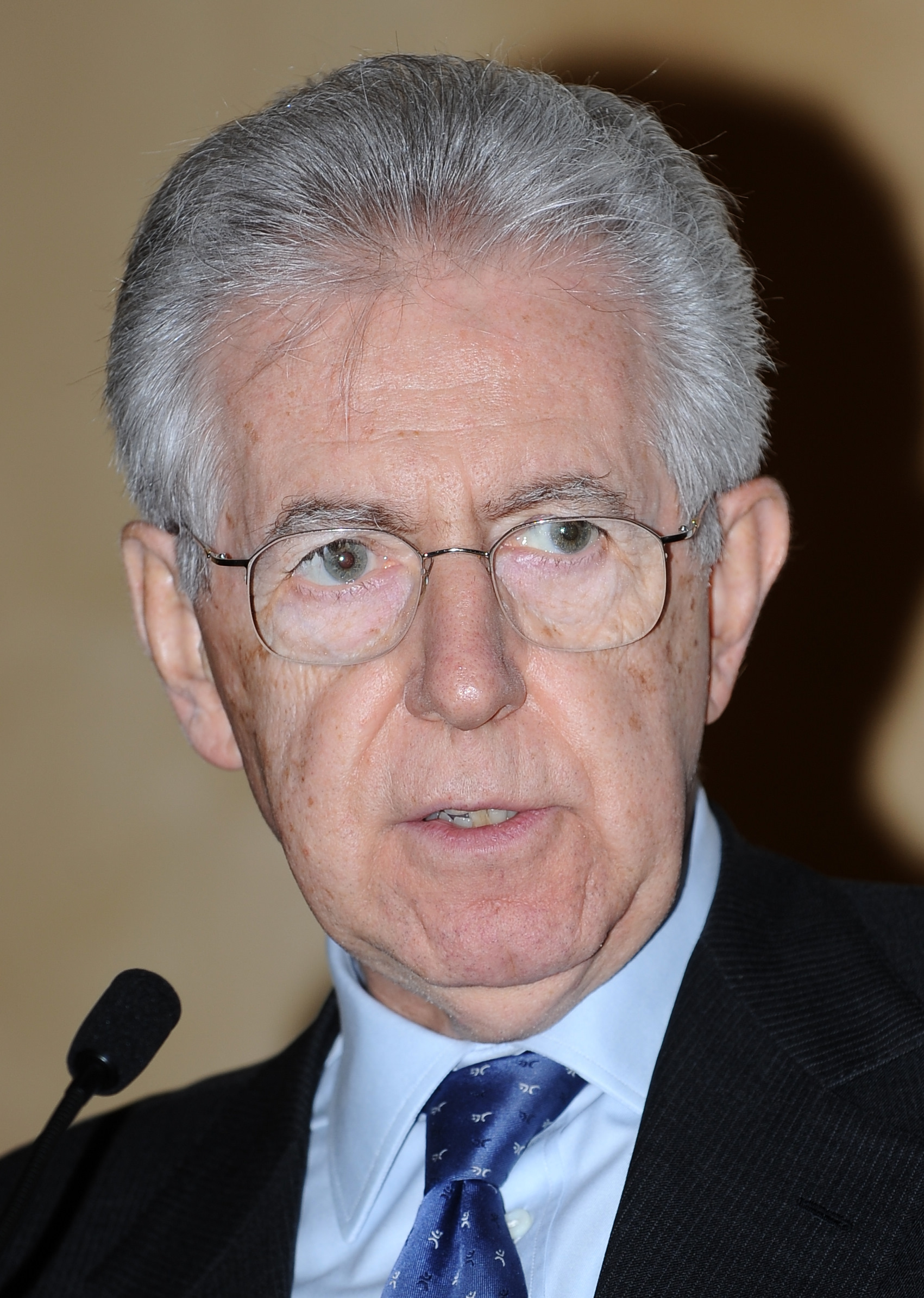
ITA Mario Monti, Presidente del Consiglio
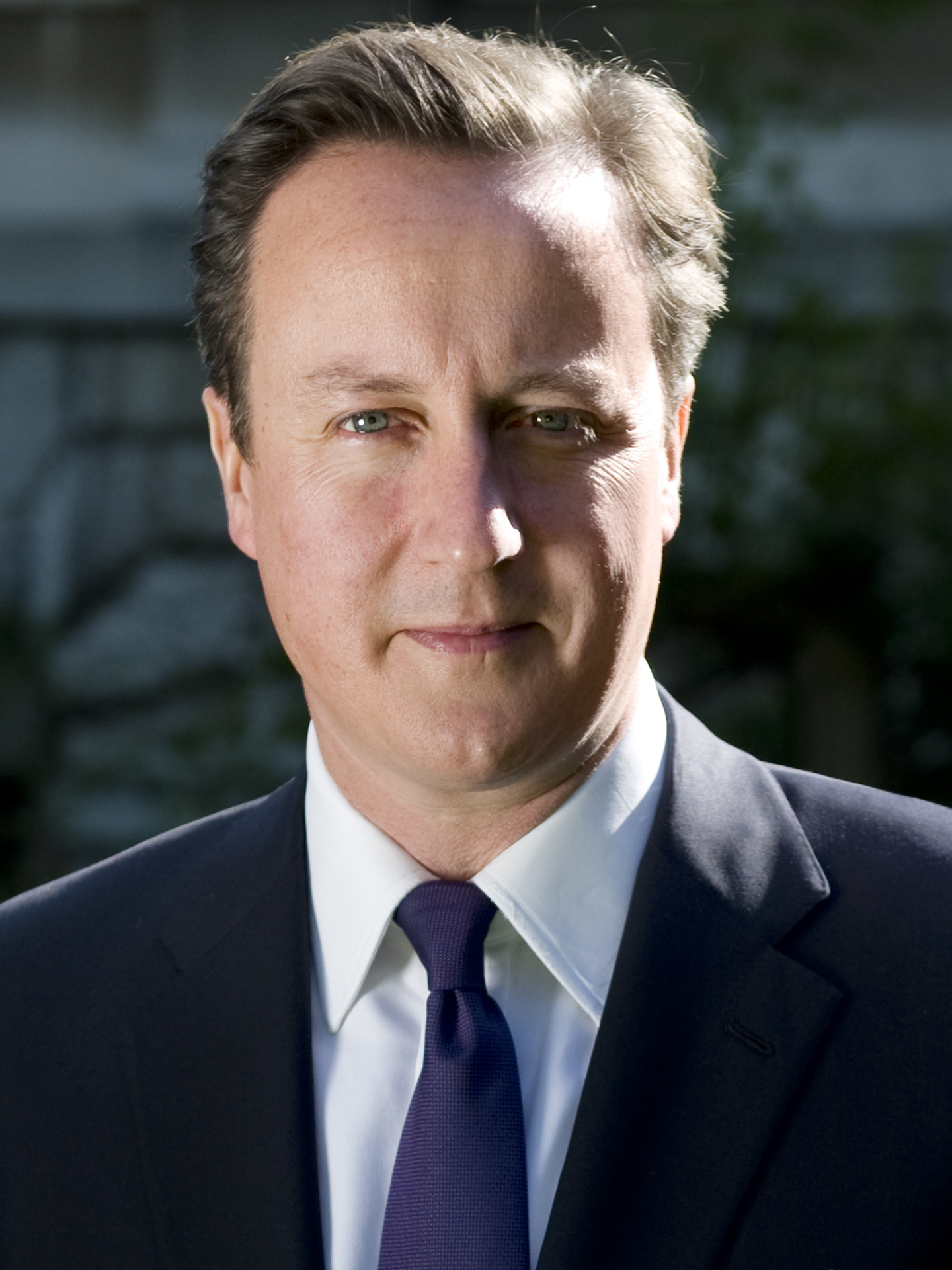
GBR David Cameron, Primo ministro
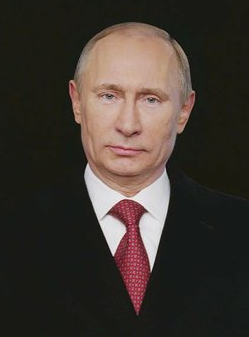
RUS Vladimir Putin, Presidente
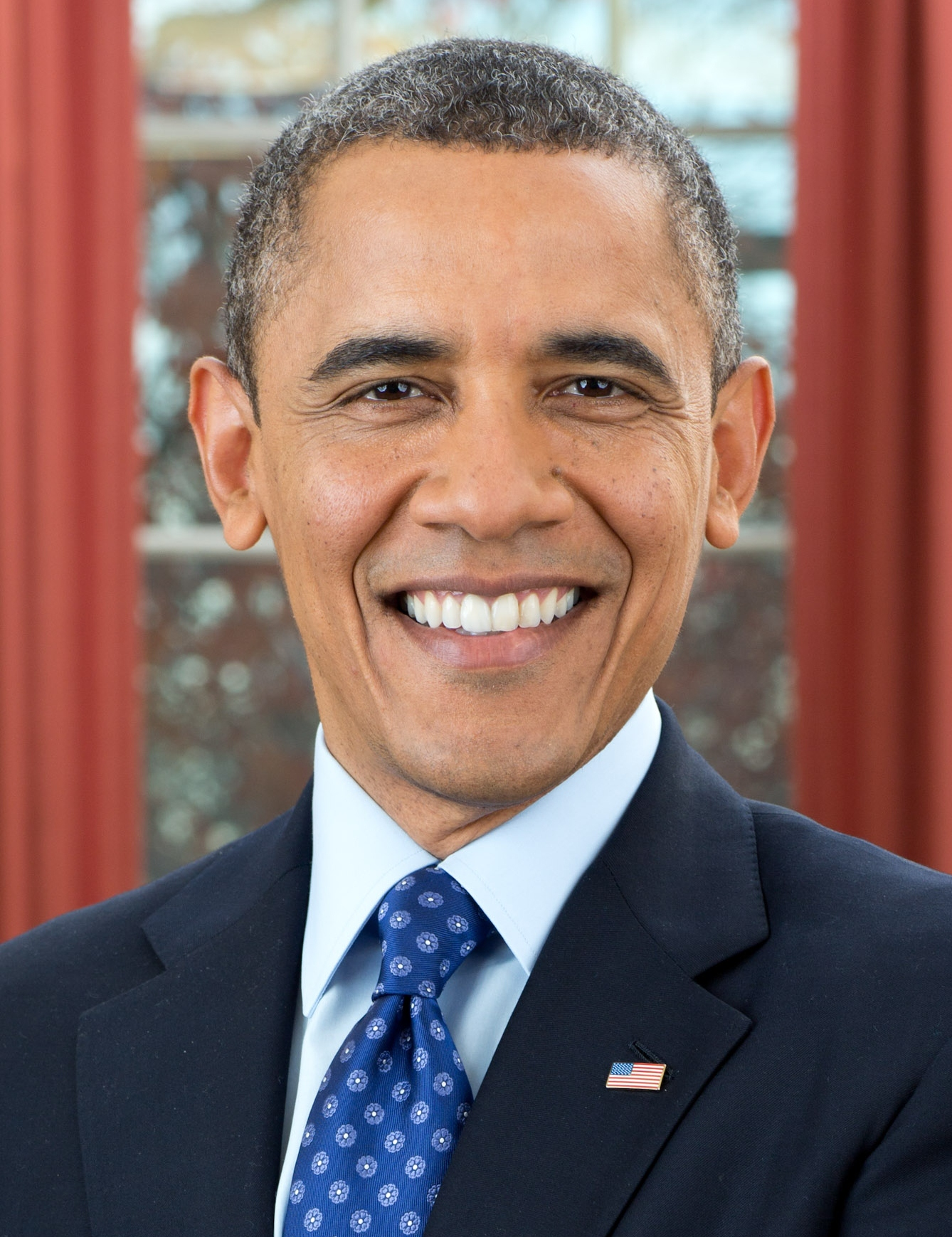
USA Barack Obama, Presidente
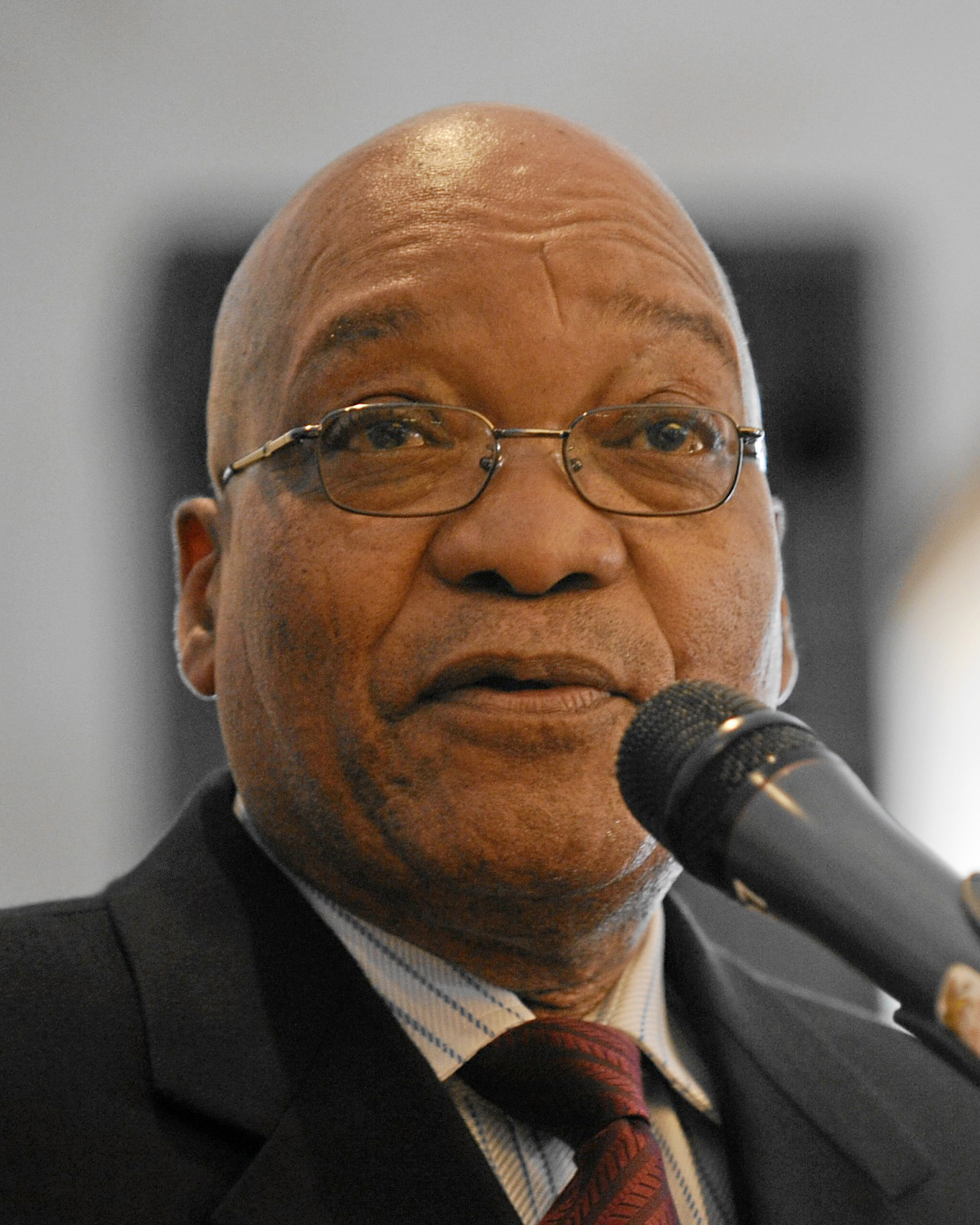
ZAF Jacob Zuma, Presidente
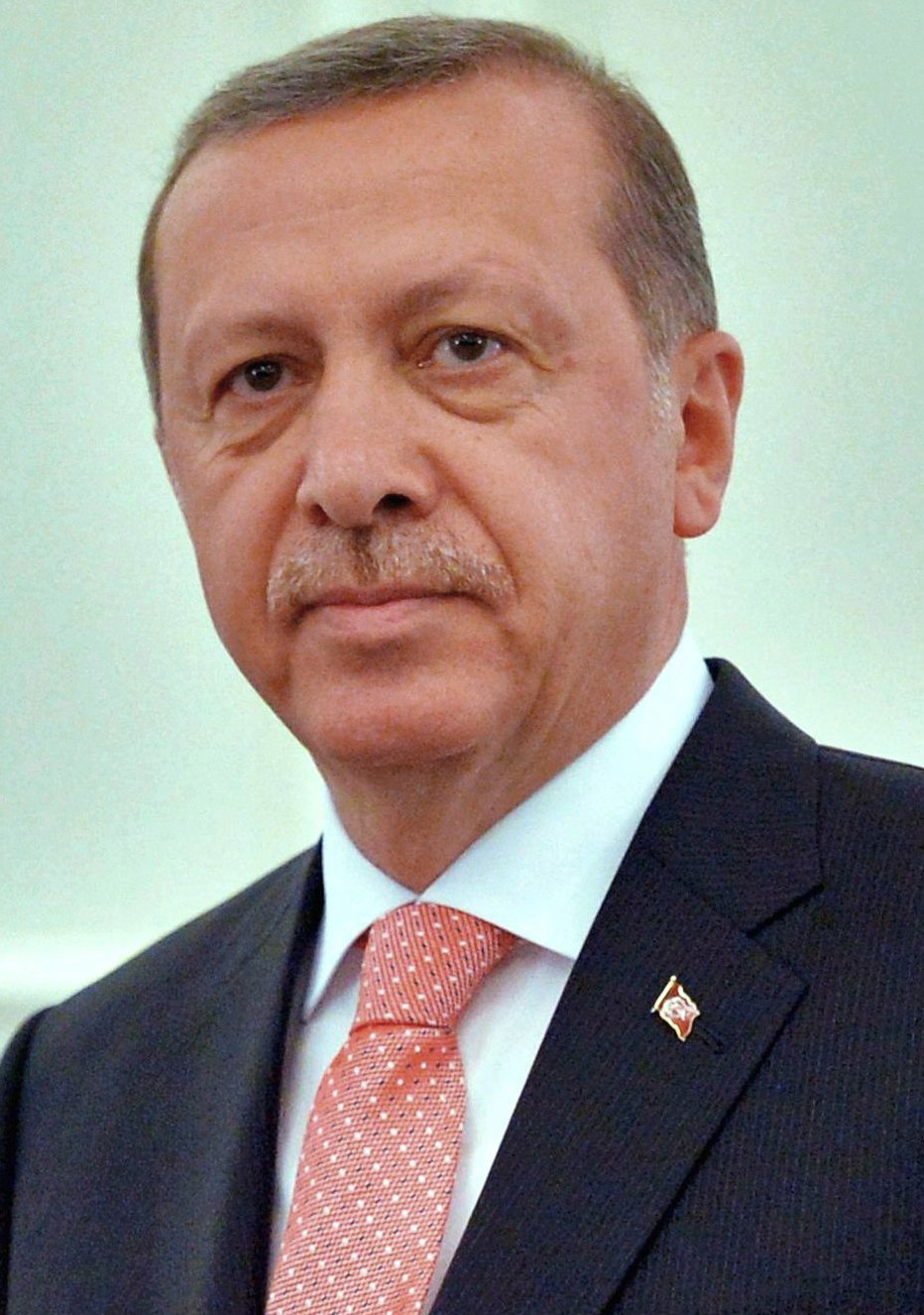
TUR Recep Tayyip Erdoğan, Presidente
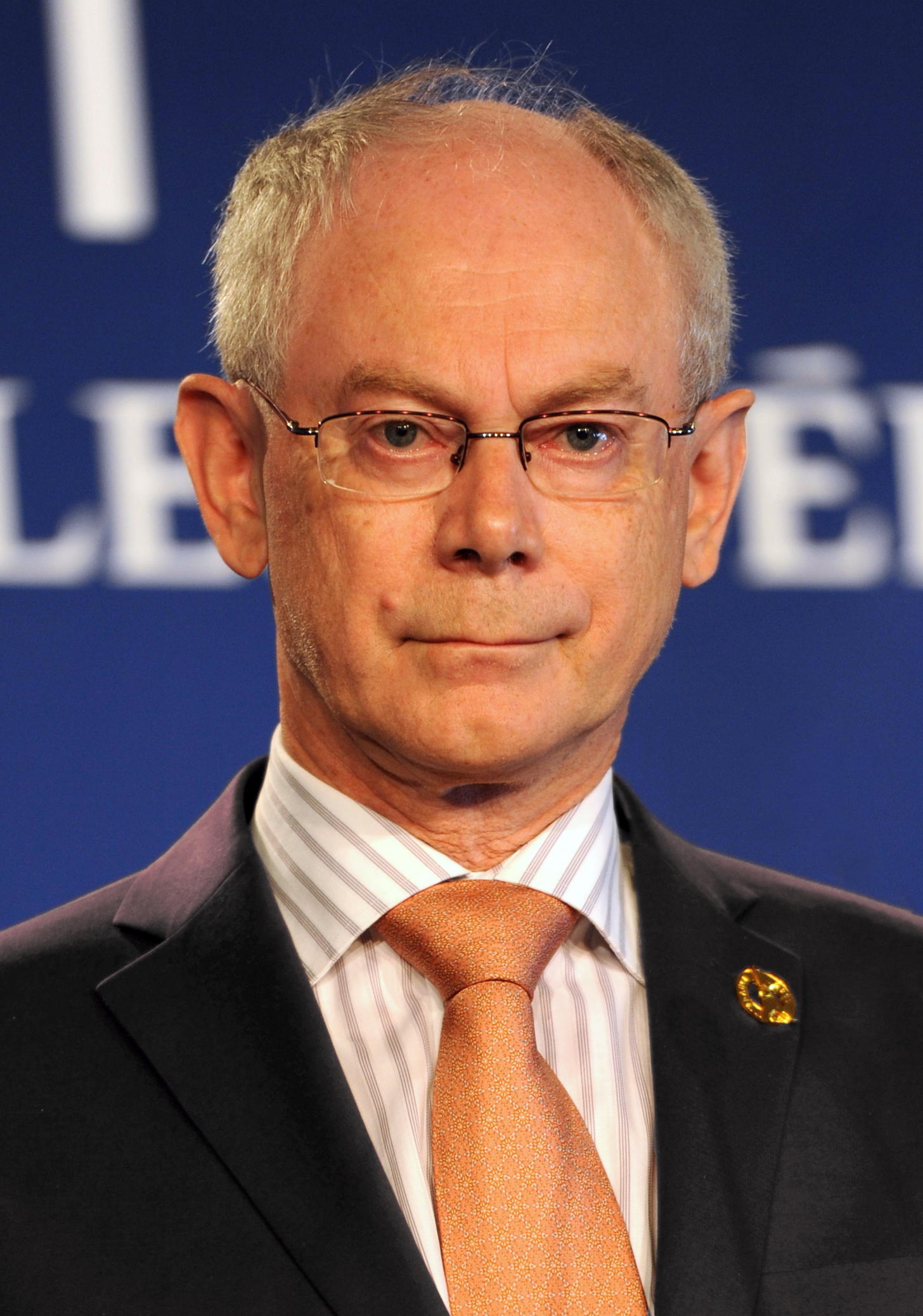
' Herman Van Rompuy, Presidente del Consiglio europeo
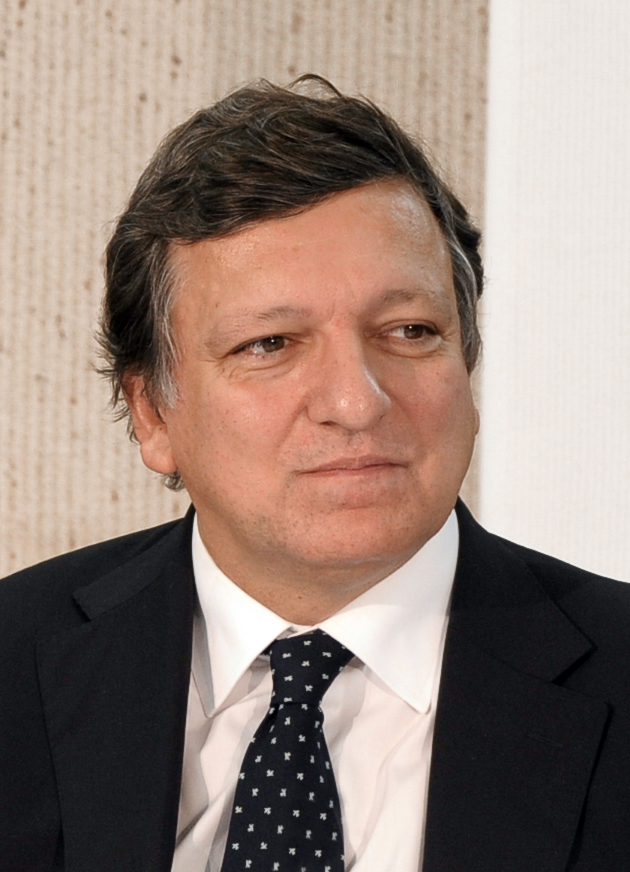
' José Manuel Barroso, Presidente della Commissione

- Messico
Felipe Calderón,
 Presidente
- Arabia Saudita
Ibrahim Abdulaziz Al-Assaf,
 Ministro delle finanze
- Argentina
Cristina Fernández de Kirchner,
 Presidente
- Australia
Julia Gillard,
 Primo ministro
- Brasile
Dilma Rousseff,
 Presidente
- Canada
Stephen Harper,
 Primo ministro
- Cina
Hu Jintao,
 Presidente
- Corea del Sud
Lee Myung-bak,
 Presidente
- Francia
François Hollande, Presidente
- Germania
Angela Merkel,
 Cancelliera
- Giappone
Yoshihiko Noda,
 Primo ministro
- India
Manmohan Singh,
 Primo ministro
- Indonesia
Susilo Bambang Yudhoyono,
 Presidente
- Italia
Mario Monti,
 Presidente del Consiglio
- Regno Unito
David Cameron,
 Primo ministro
- Russia
Vladimir Putin,
 Presidente
- Stati Uniti
Barack Obama,
 Presidente
- Sudafrica
Jacob Zuma,
 Presidente
- Turchia
Recep Tayyip Erdoğan,
 Presidente
- Unione europea
Herman Van Rompuy,
 Presidente del Consiglio europeo
- Unione europea
José Manuel Barroso,
 Presidente della Commissione

### Leader invitati

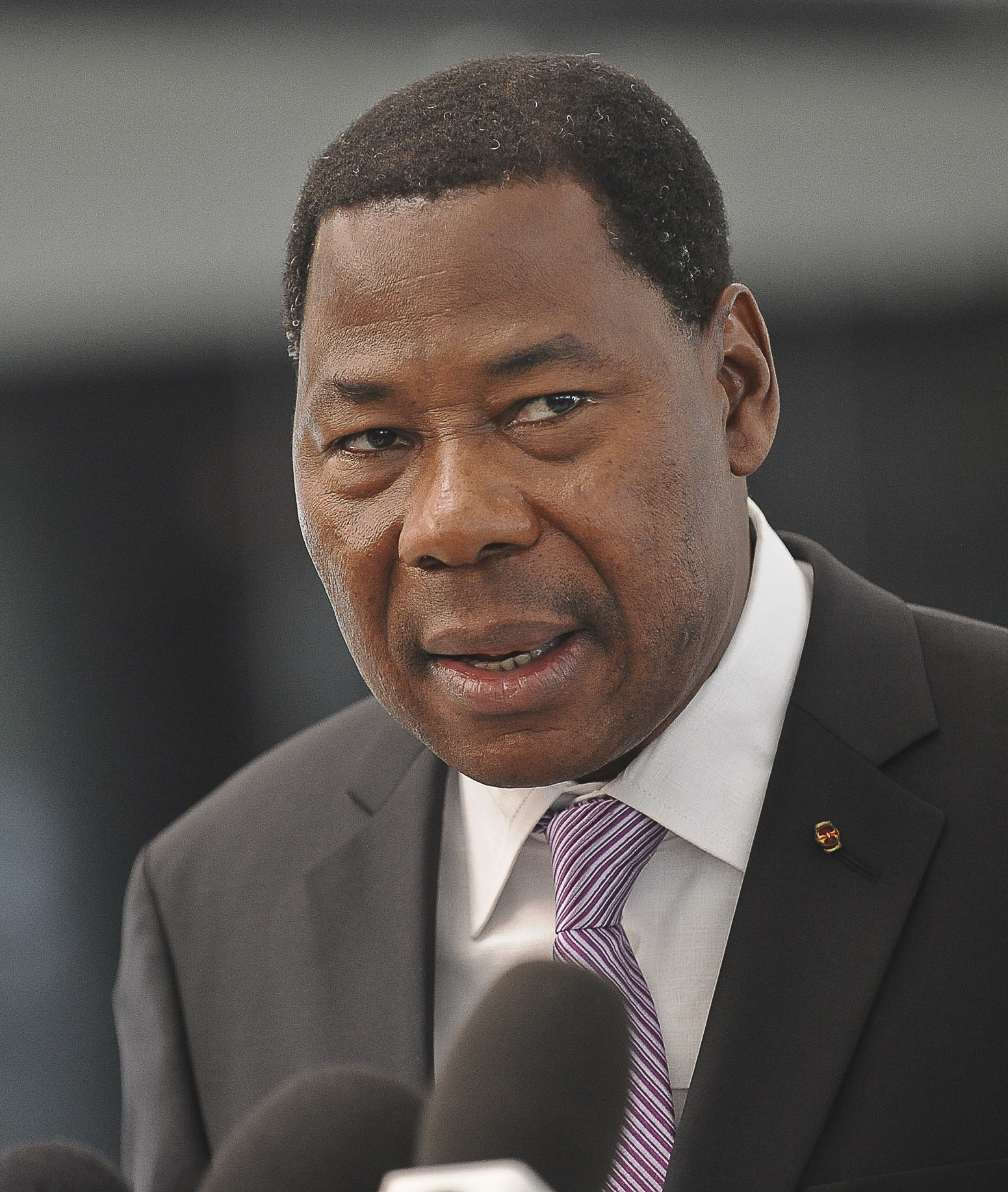
BEN Yayi Boni, Presidente
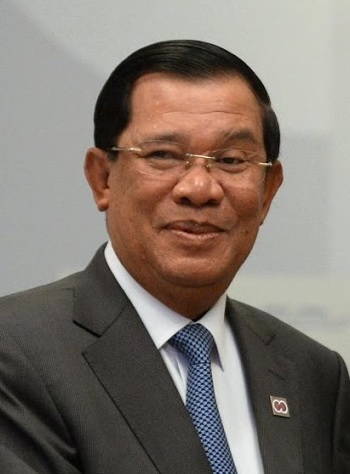
KHM Hun Sen, Primo ministro
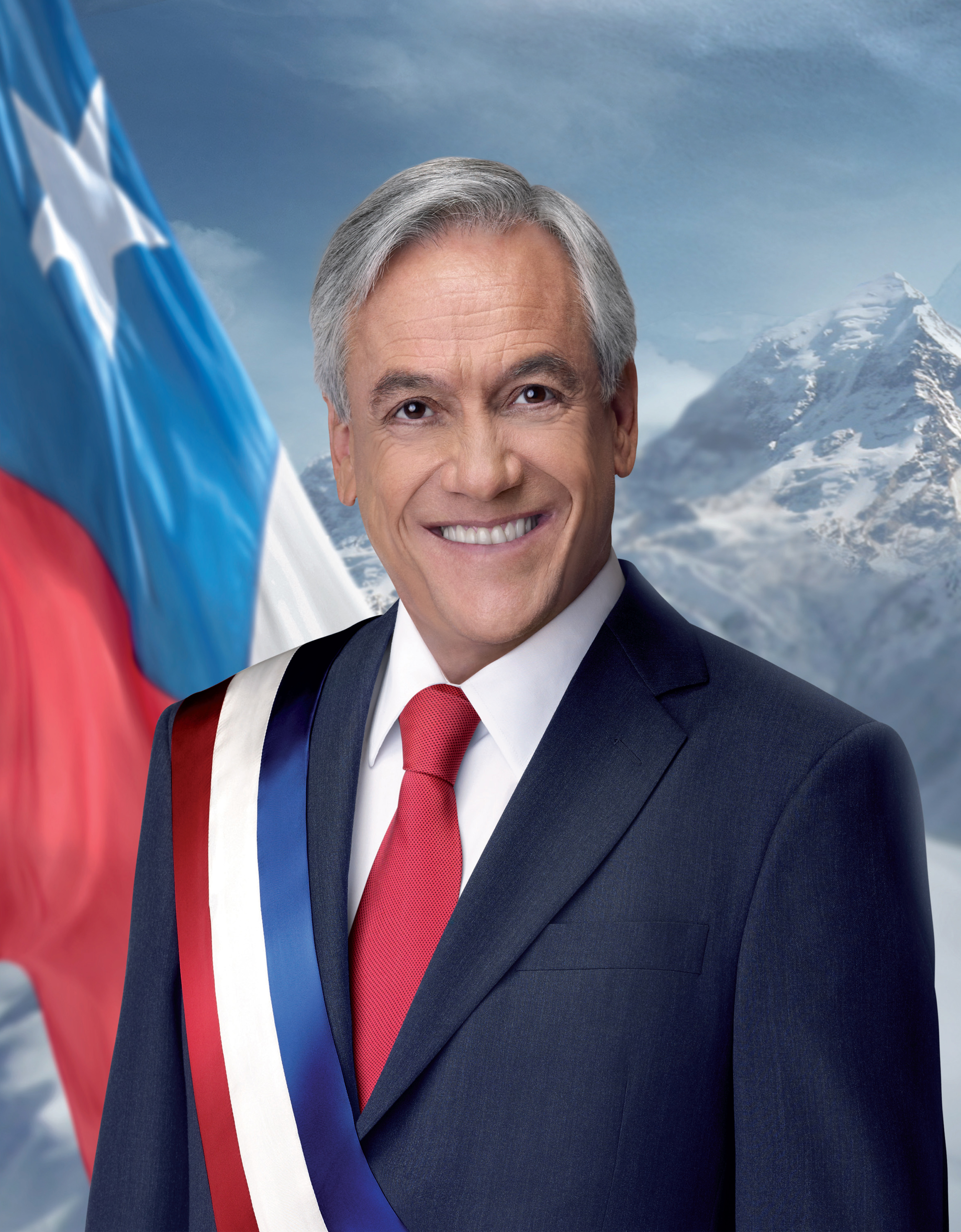
CHL Sebastián Piñera, Presidente
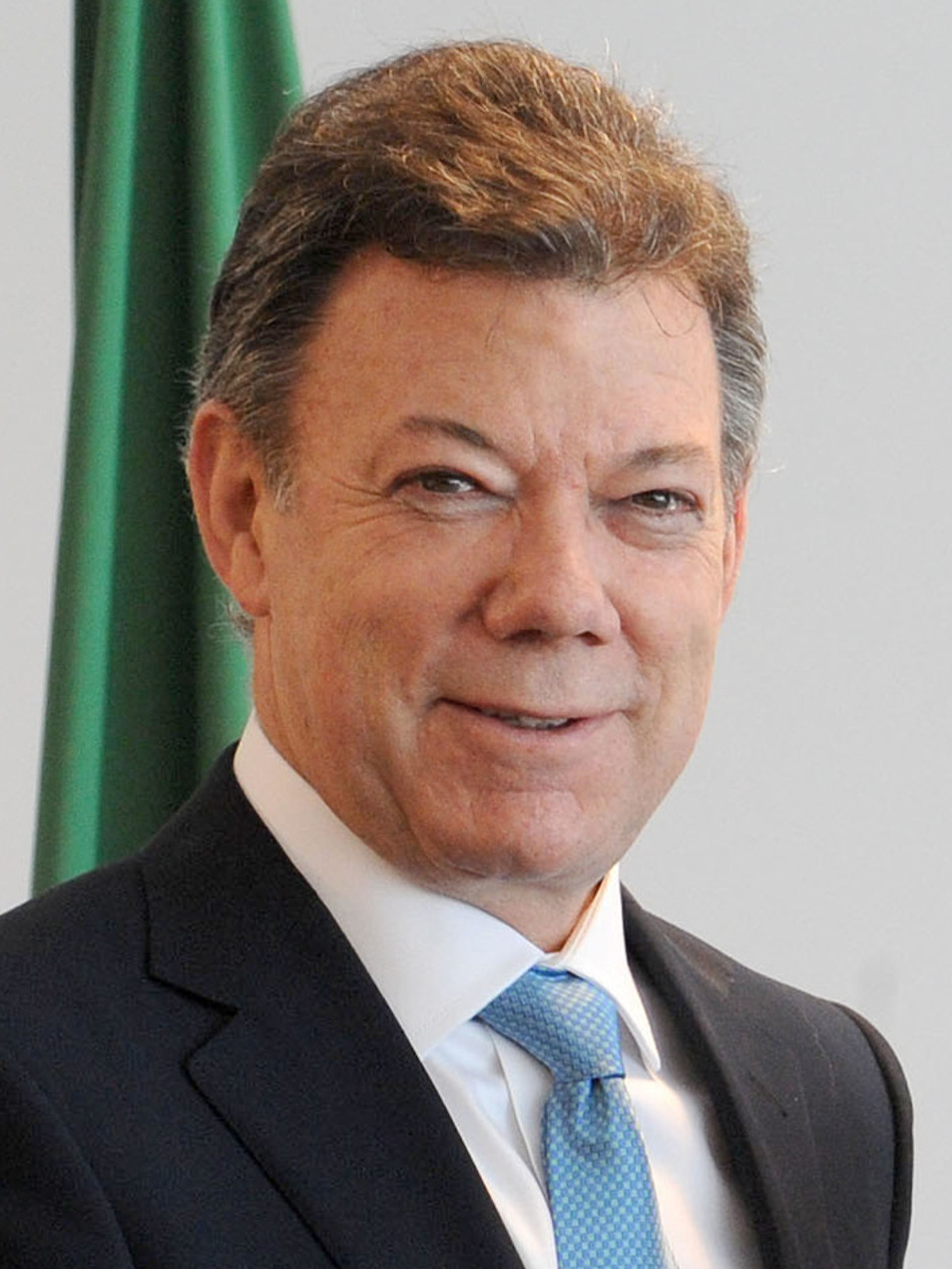
COL Juan Manuel Santos, Presidente
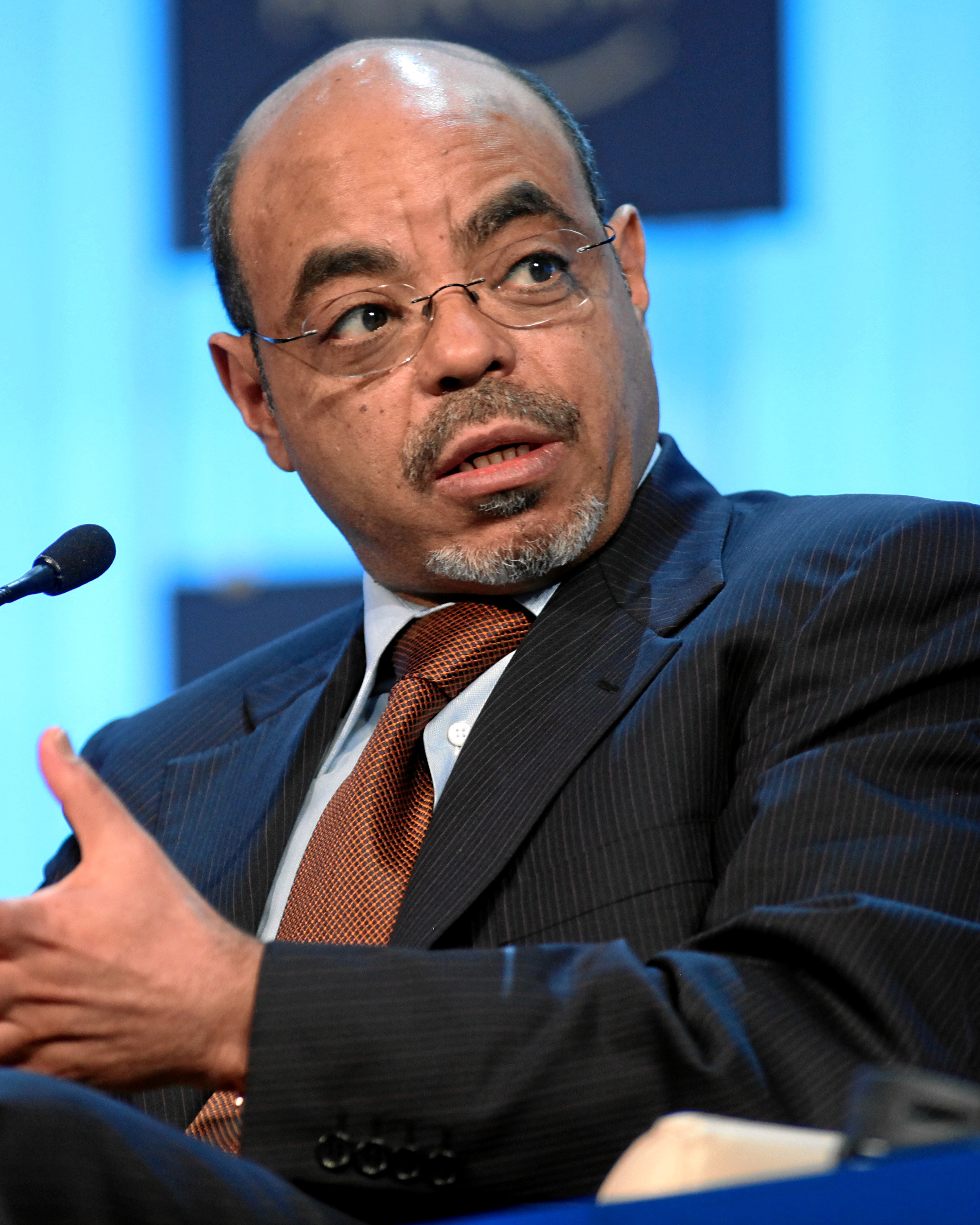
ETH Meles Zenawi, Primo ministro
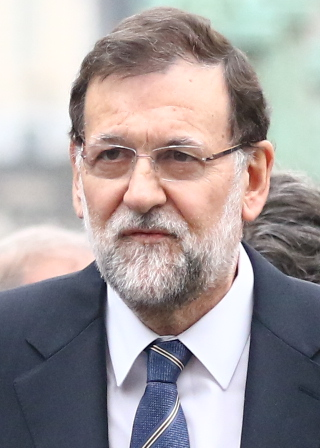
ESP Mariano Rajoy, Presidente del Governo, Ospite permanente

- Benin
Yayi Boni, 
Presidente[3]
- Cambogia
Hun Sen,
 Primo ministro[4]
- Cile
Sebastián Piñera,
 Presidente
- Colombia
Juan Manuel Santos,
 Presidente
- Etiopia
Meles Zenawi,
 Primo ministro
- Spagna
Mariano Rajoy,
 Presidente del Governo, Ospite permanente